# Paroedura lohatsara
Espèce
Statut de conservation UICN

 CR B1ab(iii) : 
En danger critique
Paroedura lohatsara est une espèce de geckos de la famille des Gekkonidae.

## Répartition
Cette espèce est endémique de la région de Diana à Madagascar. Elle se rencontre dans la montagne des Français.

## Publication originale
- Glaw, Vences & Schmidt, 2001 : A new species of Paroedura Günther from northern Madagascar (Reptilia, Squamata, Gekkonidae). Spixiana, vol. 24, n. 3, p. 249-256 (texte intégral).